# Ochridaspongia rotunda
Ochridaspongia rotunda är en svampdjursart som beskrevs av Arndt 1937. Ochridaspongia rotunda ingår i släktet Ochridaspongia och familjen Malawispongiidae.
Artens utbredningsområde är havet utanför Albanien. Inga underarter finns listade i Catalogue of Life.